# Síkosító
Síkosítónak a közösülés végzését megkönnyítő speciális készítményeket hívjuk összefoglalóan, melynek célja a női nemi szervek, így a hüvely és a csikló, valamint az anális szex során az ánusz a behatolást megkönnyítő síkosság biztosítása és az együttléttel elérhető öröm fokozása. A modern gyógyszeripar folyamatos fejlődésének eredményeként a síkosítók használhatósága bővült, ezáltal több szexuális zavar kezelésében alkalmaznak speciális síkosítókat is - például késleltető síkosító, erekciós síkosító, sperma blokkoló síkosító (fejlesztés alatt), stb.

## A síkosítók típusai

### Összetétel szerint
Összetételüket illetően 3 nagy csoportra oszthatjuk a síkosítókat:
- vízbázisú síkosítók: a legnépszerűbb típusú síkosító, amely jellemzően ionizálatlan vízből, glicerinből és a síkosságért felelős bőrbarát anyagokból áll. A vízbázisú síkosítókra jellemző, hogy vízzel érintkezve oldhatók, könnyen és nyom nélkül lemoshatók. Az egyidejűleg védekezés céljából alkalmazott óvszer anyagának rugalmasságát, szakítószilárdságát, folytonosságát nem befolyásolja/roncsolja. Hátránya, hogy a használat során az idő múlásának következtében a tartalmát képező víz párolog, így a bőrfelszínre felvitt síkosító pótlásra szorul. A párolgást követően a bőrfelszínen maradó anyagok ragadós hatást keltenek. Ezen anyagok vízzel vagy nyállal történő hígításával ismét elérhető a síkosító hatás. Bőrérzékenységben szenvedőknél átmeneti bőrirritáció léphet fel.
- szilikonos síkosítók: A szilikonbázisú síkosító vizet semmilyen formában sem tartalmaz, így a vízbázisú síkosítóval ellentétben ez nem szárad fel, a bőrfelszínén nem szívódik fel, tartósabb síkosságot eredményez. Eltávolítása nehezebb, csak szappan használatával lehetséges. Mivel vízálló, a vizes-párás környezetben folytatott nemi aktus során is tartós eredményt biztosít. Az óvszer és más segédeszközök anyagára veszélyes lehet.
- vegyes bázisú síkosítók: középút - a vízbázisú és a szilikonos síkosító "keveréke", mindkét típus jó és rossz tulajdonságait egyaránt birtokolja, azonban mérsékeltebben.

Korábban voltak forgalomban olaj és kőolaj alapú síkosítók is, amelyek a technológia fejlődésével és a káros hatások csökkentésére való törekvéssel lassan kiszorultak a piacról.

### Speciális használhatóság szerint
A nemi életben fellépő hiányosságok pótlására és a szexuális zavarok kezelésének kiegészítése céljából jellemzően vízbázisú alappal kerültek forgalomba az új generációs síkosító készítmények. Ezek a fenti általános cél, a síkosság biztosítása, mellett olyan kellemetlenségek, zavarok megszüntetésére törekszenek, amelyek akadályozzák, vagy súlyosabb esetekben meghiúsítják az aktust.
- erekciót támogató síkosító: helyileg kifejtett hatással támogatja a hímvessző vérrel való telítődését, és az erekció fenntartását
- korai magömlés elleni késleltető hatású síkosító: helyi érzéstelenítő hatás kifejtésével késlelteti a magömlés bekövetkezését
- anális síkosító: az anális szex megkönnyítését támogató síkosító, fokozottan ajánlott
- forrósító síkosító: a nemi vágy hiánya esetén alkalmazható
- ízesített/illatosított síkosító: az intim együttlétek során fellépő szagok és ízek elnyomására szolgál, jellemzően gyümölcsös ízesítéssel és édesítéssel

## Ajánlott felhasználási célok
Síkosítót ajánlott alkalmazni:
- Vaginális együttlét során, ha a vagina által termelt hüvelyváladék mennyisége nem elegendő a fájdalommentes közösüléshez. A síkosság csökkenti a bőrfelületek egymáshoz tapadásának kockázatát, a súrlódás mértékét, ezáltal a fájdalmat és a hámsérülés kialakulását.
- A normál mennyiségű, azonban megfelelő síkosságot nem biztosító hüvelyváladék a közösülés során hamar felszívódik, ezért feladatát nem képes ellátni.
- A szexuális élmény fokozása céljából.
- Fokozottan ajánlott síkosító használata az anális közösülés során a fájdalom és a sérülések elkerülése érdekében, mivel az ánuszban nemi vágy hatására nem termelődik síkosságot biztosító váladék.
- Szexuális segédeszközök használatához a kellő síkosság elérése érdekében minden esetben ajánlott síkosító alkalmazása. Ezzel elkerülhető bőrfelszín hámrétegének kidörzsölődése.
- Csikló stimulálásához, mert a csikló a női test legérzékenyebb, legjobban beidegzett része.[1]
- Pénisz stimulálásához
- A fenti speciális célokra szánt síkosítók alkalmazása rendeltetésüknek megfelelően[2]

## A síkosító használatának esetleges hátrányai
Mint minden készítmény, a síkosító használata is járhat kellemetlenségekkel. Bőrérzékenység esetén bőrirritációt, a nyálkahártya irritációját tapasztalhatja a használó, ebben az esetben a síkosítót azonnal el kell távolítani. Minden használat előtt megvizsgálandó, hogy a szóban forgó készítmény milyen összetevőkből áll. Egyes síkosítók mellett könnyebben kialakulhatnak gombás fertőzések. A modern készítmények kialakítása során törekedtek ezen kellemetlenségek előfordulásának minimalizálásra, azonban az egyéni szervezeti adottságokból eredő kockázatok nem küszöbölhetők ki.